# Phạm Đốc
Phạm Đốc (20 tháng 5 âm lịch 1513 - 4 tháng 8 âm lịch 1558) là đại thần có công giúp nhà Lê trung hưng thời chiến tranh Lê-Mạc trong lịch sử Việt Nam.

## Sự nghiệp
Phạm Đốc người làng Thổ Sơn, huyện Vĩnh Phúc, nay là làng Thổ Phụ, xã Vĩnh Tiến, huyện Vĩnh Lộc, tỉnh Thanh Hóa, Việt Nam.
Phạm Đốc trưởng thành trong lúc nhà Lê suy yếu và bị nhà Mạc cướp ngôi năm 1527. Ngay từ ngày đầu nhà Lê bắt đầu dựng lại (1533), Phạm Đốc bắt đầu đi theo. Ông phục vụ dưới quyền Trịnh Kiểm.
Do lập được công lao, Phạm Đốc được thăng làm Dương Nghĩa hầu. Khi Lê Trung Tông lên ngôi, Phạm Đốc được sai chỉ huy Vệ Kim ngô, thăng tước Quảng quận công.
Năm 1554, ông được lệnh cầm quân đi đánh Thuận Hóa. Tướng nhà Mạc là Phạm Đức Trung đầu hàng, còn những người khác không chịu khuất phục, cố sức chống cự đều bị giết. Toàn bộ lãnh thổ Đại Việt chính thức chia làm 2 nửa: từ Ninh Bình trở ra trong tay nhà Mạc, từ Thanh Hóa trở vào trong tay nhà Lê. Do có công chiếm được vùng Thuận Hóa, ông được thăng làm Thái bảo, gia phong Hiệp mưu công thần.
Tháng 8 năm 1555, Mạc Kính Điển sai Thọ quận công đem hơn 100 chiếc thuyền làm tiên phong, tiến đến cửa biển Thần Phù đóng dinh. Hôm sau, Kính Điển đem quân đến hội ở sông Đại Lại, sai Thọ quận công đốc suất quân bản bộ đi trước, đóng dinh ở núi Kim Sơn. Trịnh Kiểm sai Lê Bá Ly, Nguyễn Khải Khang mai phục sẵn ở phía nam sông, còn Trịnh Kiểm đích thân đốc suất đại quân mai phục ở phía bắc sông, sai Phạm Đốc đem thủy quân cùng Nguyễn Quyện đem hơn 10 chiếc thuyền chiến chiếm cứ mạn thượng lưu từ sông Hữu Chấp đến sông Kim Bôi.
Trưa hôm sau, thuyền quân Mạc qua Kim Sơn, đến chợ Ông Cung. Phạm Đốc cho quân ra nhử quân Mạc vào sâu rồi lệnh các đạo quân mai phục đổ ra đánh. Quân Mạc thua chạy, quân Lê thu được nhiều khí giới.
Năm 1556, Phạm Đốc được thăng làm Thượng thư bộ Binh.
Năm 1557, Mạc Kính Điển mang quân đánh Thanh Hóa và sai Phạm Dao đánh Nghệ An. Trịnh Kiểm tự mình đón đánh Kính Điển và sai Phạm Đốc cùng Hoàng Đình Ái kéo cờ Mạc tiến vào cửa biển Đan Nhai (cửa Hội). Quân Phạm Dao ngỡ là quân nhà không kịp phòng bị, Phạm Đốc tiến lên đánh úp khiến Phạm Dao phải chạy trốn.
Tháng 9 năm đó, Phạm Đốc mang quân ra đánh Sơn Nam hạ rồi rút lui.
Theo gia phả dòng họ Phạm Đức ở Huyện Vĩnh Lộc, tỉnh Thanh Hóa, sau khi Lê Anh Tông lên ngôi (1557), năm 1558, Phạm Đốc được thăng làm Thái phó, tước Đức quận công. Ít lâu sau Phạm Đốc qua đời, thọ 46 tuổi, được truy tặng là Thái úy Hữu tướng Tĩnh Quốc công, tên thụy là Trung Nghị.

## Nhận định
Sử gia Phan Huy Chú nhận định về ông như sau:
[Trong thời chiến với nhà Mạc,] ông dùng kỳ mưu đánh thắng được địch… Giặc (quân Mạc) không dám nhòm ngó gì về mặt tây (tức Thanh Hóa) nữa, phần nhiều là do công của ông và Hoàng Đình Ái. Ông có nhiều mưu trí, quen việc quân, tính trung hậu cẩn thận. Lại có văn học, đãi ngộ các sĩ phu có lễ độ. Còn khi hành quân thì kỷ luật nghiêm minh, hiệu lệnh thống nhất. Ông đi đến Nghệ An, Thuận Hóa, Quảng Nam, đi đâu cũng ban bố uy tín, không giết càn, người Kinh người Man đều mến phục. Ba nơi biên thùy ấy được yên, người đời khen ông là tướng giỏi.